# Electronica CIP-03

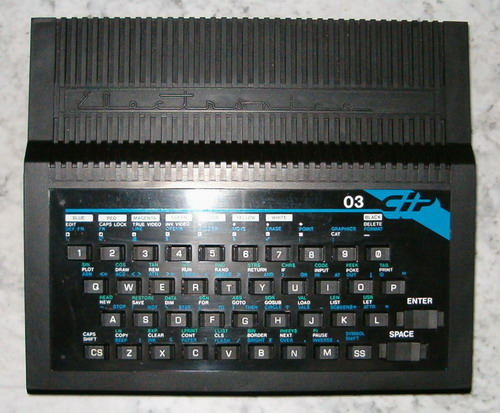
Electrónica CIP-03 color azul.

El CIP-03 es un microordenador de 8 bits, clónico del Spectrum 48K, fabricado en Rumanía por Electrónica C.I.E./'Intreprinderea Electronica. CIP son las siglas de Calculator pentru Instruire Personala: ordenador para instrucción personal.
El CIP-03 está basado en el microprocesador MMN80, un clon del Z80 de Zilog, fabricado sin licencia en Rumania.
Se diferencia con respecto al Spectrum en la diferente carcasa, en el teclado mejorado (aunque en realidad las teclas fallan bastante), y en que posee 64 kB de RAM.
Este ordenador se vendió en dos colores: azul y rojo.